# Running on Empty
Pour le film de Sidney Lumet, voir À bout de course (film).
Albums de Jackson Browne
The Pretender
(1976) Hold Out
(1980)
Running on Empty (1977) est le 5e album solo de l'auteur-compositeur-interprète américain de rock Jackson Browne.
C'est le plus grand succès commercial de Jackson Browne, l'album a été 3e au classement Pop-rock du Billboard en 1977.

## Titres de l’album
1. "Running on Empty" (Browne) — Recorded live, Merriweather Post Pavilion, Columbia, MD — 5:20
2. "The Road" (Danny O'Keefe) — Recorded in room 301, Cross Keys Inn, Baltimore, MD (first — 2:58) and live, Holmdel, NJ — 4:50
3. "Rosie" (Browne, Donald Miller) — Recorded backstage "in the big rehearsal room," Saratoga PAC, Saratoga, NY — 3:37
4. "You Love the Thunder" (Browne) — Recorded live, Holmdel, NJ — 3:52
5. "Cocaine" (Browne, Rev. Gary Davis, Glenn Frey) — Recorded in room 124, Holiday Inn, Edwardsville, IL — 4:55
6. "Shaky Town" (Danny Kortchmar) — Recorded in room 124, Holiday Inn, Edwardsville, IL — 3:36
7. "Love Needs a Heart" (Browne, Valerie Carter, Lowell George) — Recorded live, Universal City, CA — 3:28
8. "Nothing But Time" (Browne, Howard Burke) — Recorded "on a bus (a Continental Silver Eagle) somewhere in New Jersey" — 3:05
9. "The Load-Out" (Browne, Bryan Garofalo) — Recorded live, Merriweather Post Pavilion, Columbia, MD — 5:38
10. "Stay (Maurice Williams song)" (Maurice Williams) — Recorded live, Merriweather Post Pavilion, Columbia, MD — 3:28

Les compositions sont de Jackson Browne, sauf indication contraire.
En 1989, Francis Cabrel adapte et reprend en français le morceau Rosie dans son album Sarbacane.

## Musiciens
- Jackson Browne - guitare, piano, claviers, vocaux
- Joel Bernstein — vocaux
- Rosemary Butler — vocaux
- Craig Doerge — claviers
- Jon Douglas Haywood - guitare basse, vocaux
- Danny "Kootch" Kortchmar — guitare, percussions, vocaux
- Russ Kunkel — batterie
- David Lindley — flute, guitare, violon, steel guitare, vocaux
- Leland Sklar - guitare basse